# 简稻鼠
简稻鼠（学名：Pseudoryzomys simplex）是啮齿目仓鼠科棉鼠亚科伪稻鼠属的一种，分布于南美洲的阿根廷、玻利维亚、巴西和巴拉圭。其种加词“simplex ”意为“简单、单一的”。